# Gyanpur
Gyanpur là một thị xã và là một nagar panchayat của quận Sant Ravidas Nagar thuộc bang Uttar Pradesh, Ấn Độ.

## Địa lý
Gyanpur có vị trí 25°21′B 82°28′Đ / 25,35°B 82,47°Đ Nó có độ cao trung bình là 81 mét (265 feet).

## Nhân khẩu
Theo điều tra dân số năm 2001 của Ấn Độ, Gyanpur có dân số 12.056 người. Phái nam chiếm 54% tổng số dân và phái nữ chiếm 46%. Gyanpur có tỷ lệ 66% biết đọc biết viết, cao hơn tỷ lệ trung bình toàn quốc là 59,5%: tỷ lệ cho phái nam là 72%, và tỷ lệ cho phái nữ là 57%. Tại Gyanpur, 15% dân số nhỏ hơn 6 tuổi.